# Papaverin
Papaverin  je alkaloid opija, ki se uporablja za zdravljenje spazma v visceralnih organih (krčev v drobovnih organih), vazospazma (še posebno tistega, ki vključuje srce in možgane), in včasih za zdravljenje erektilne disfunkcije.[3] Čeprav se nahaja v vrtnem maku, se od analgetičnih alkaloidov opija (opiatov) razlikuje tako v strukturi kot v farmakološkem delovanju. V letu 1979 je svetovalni odbor FDA ocenil študije papaverina in sklenil, da je premalo objektivnih podatkov, ki podpirajo terapevtsko uporabo. Kljub temu, da je odbor podal priporočilo o umiku papaverina, je ta ostal na trgu.

## Uporaba
Papaverin je odobren za zdravljenje spazmov gastrointestinalnega trakta, žolčnih kanalov in sečevoda ter kot cerebralni in koronarni vazodilator[3] v subarahnoidni krvavitvi (v kombinaciji z balonsko angioplastiko)[6] in v kirurgiji koronarnega arterijskega obvoda.[7] Papaverin se lahko uporablja tudi kot relaksant gladkih mišic v mikrokirurgiji, pri čemer se daje neposredno v krvne žile. 
Prav tako se pogosto uporablja za krioprezervacijo krvnih žil, skupaj z glikozaminoglikani in beljakovinskimi suspenzijami. Pri krioprezervaciji ima vlogo vazodilatorja, kadar se uporablja skupaj z verapamilom, fentolaminom, nifedipinom, tolazolinom ali nitroprusidom.
Raziskave kažejo, da je papaverin rastni dejavnik, ki sodeluje v ekspanziji tkiva.
Papaverin je prav tako prisoten v kombinacijah soli opijskih alkaloidov, kot so omnopon, pantopon, papaveretum in drugih, skupaj z morfinom, kodeinom, v nekaterih primerih z noskapinom. Prav tako je prisoten v ostalih kombinacijah v podobnih deležih, kot ga najdemo v opiju, ali pa so deleži prirejeni za določeno uporabo.

## Mehanizem delovanja
Mehanizem delovanja v in vivo še ni povsem pojasnjen. Zagotovo je, da zavira encim fosfodiesterazo, kar povzroča dvig ravni cikličnega AMP. Prav tako lahko vpliva na mitohondrijsko celično dihanje.
Dokazano je bilo tudi, da je papaverin selektivni zaviralec podtipa fosfodiestraze PDE10A, ki ga najdemo predvsem v striatnem korpusu možganov. Ob kronični aplikaciji papaverina miškam so le-te kazale motorične in kongitivne motnje ter povečano anksioznost. V nasprotju s tem lahko papaverin povzroči tudi antipsihotični učinek.

## Stranski učinki
Pogosti neželeni učinki zdravljenja s papaverinom vključujejo polimorfično ventrikularno tahikardijo, zaprtje, motnje sulfobromoftaleinskega testa[8] (uporablja se za določanje jetrnih funkcij), povečane vrednosti transaminaze in alkalne fosfataze, zaspanost ter vrtoglavico.[3]
Redki neželeni stranski učinki vključujejo hiperhidrozo (pretirano potenje), kožni izpuščaj, arterijsko hipotenzijo (nizek krvni tlak), tahikardijo, izgubo apetita, zlatenico, eozinofilijo, trombocitopenijo, hepatitis, glavobole, preobčutljivostne reakcije, kronični hepatitis[3] in paradoksalno poslabšanje cerebralnega vazospazma.[9]

## Pripravki in blagovne znamke
Papaverin je na voljo kot konjugat hidroklorida, piridoksalfosfata, adenilata in teprosilata.[10] Prav tako je bil nekoč na voljo kot sol hidrobromida, kamsilata, kromsilata, nikotinata in fenilglikolata. Hidrokloridna sol je na voljo za intramuskularno, intravenozno, rektalno in peroralno uporabo.[5] Teprosilat se uporablja v intravenenskih, intramuskularnih ali peroralnih pripravkih.[11] Piridoksalfosfatno sol lahko uporabljamo peroralno,[12], prav tako kot adenilatno.[13]
Piridoksal fosfat se prodaja pod imenom Albatran,[14] adenilat kot Dicertan,[15] in hidrokloridna sol kot Artegodan (v Nemčiji), Cardioverina (v državah razen Evrope ter ZDA), Dispamil (v državah razen Evrope ter ZDA), Opdensit (v Nemčiji), Panergon (v Nemčiji), Paverina Houde (V Italiji, Belgiji), Pavacap (v ZDA), Pavadyl (v ZDA), Papaverin-Hamelin (v Nemčiji), Paveron (v Nemčiji), Spasmo-Nit (v Nemčiji),[5] Cardiospan, Papaversan, Cepaverin, Cerespan, Drapavel, Forpaven, Papalease, Pavatest, Paverolan, Therapav (v Franciji[16]), Vasospan, Cerebid, Delapav, Dilaves, Durapav, Dynovas, Optenyl, Pameion, Papacon, Pavabid, Pavacen, Pavakey, Pavased, Pavnell, Alapav, Myobid, Vasal, Pamelon, Pavadel, Pavagen, Ro-Papav, Vaso-Pav, Papanerin-hcl, Qua bid, Papital T.R., Paptial T.R., Pap-Kaps-150.[17]. 
Na Madžarskem se papaverin in homatropinijev metilbromid uporabljata kot zdravili za izpiranje žolča (npr: Neo-Bilagit Arhivirano 2015-01-23 na Wayback Machine.).